# Droit cambiaire
En droit commercial, le droit cambiaire (littéralement droit du change), est l'ensemble des règles applicables aux effets de commerce. Ces règles se substituent au droit commun.